# Variazioni su un tema di Frank Bridge
Variazioni su un tema di Frank Bridge, Op. 10, è un'opera per orchestra d'archi di Benjamin Britten. Fu scritta nel 1937 su richiesta di Boyd Neel, che diresse la sua orchestra alla prima dell'opera al Festival di Salisburgo di quell'anno. È stato il lavoro che ha portato Britten all'attenzione internazionale.

## Storia
Benjamin Britten studiò con Frank Bridge dal 1927. Nel 1932 iniziò a scrivere una serie di variazioni su un tema di un'opera di Bridge, in omaggio al suo insegnante, ma fu distratto da altre questioni e il lavoro non andò da nessuna parte.
Nel maggio 1937 gli organizzatori del Festival di Salisburgo invitarono Boyd Neel e la sua orchestra a eseguire tre opere al Festival di quell'anno, in agosto, a soli tre mesi di distanza. Una di quelle opere doveva essere un'opera non eseguita in precedenza da un compositore britannico. Neel conosceva Britten per aver diretto la sua colonna sonora per Love From a Stranger nel 1936, quindi gli chiese di scrivere un nuovo lavoro per un'orchestra d'archi. Britten accettò la commissione e iniziò immediatamente a lavorare su una nuova serie di variazioni su un tema di Bridge. Britten prese come tema il secondo Three Idylls for string quartet op. 6, n. 2 di Bridge per quartetto d'archi. La prima bozza fu completata in 10 giorni e il lavoro fu completamente ultimato entro il 12 luglio.
Dedicò l'opera "a F.B. Un omaggio con affetto e ammirazione". Sia Bridge che Britten hanno assistito alle prove del lavoro.
Il 27 agosto 1937 a Salisburgo fu data la prima del concerto, come previsto. Ma la sua prima trasmissione era avvenuta due giorni prima, trasmesso in diretta su Radio Hilversum il 25 agosto. La sua prima britannica ebbe luogo il 5 ottobre dello stesso anno.

## Struttura
Il lavoro è strutturato come segue:
- Introduzione e tema
- Variazione 1: Adagio
- Variazione 2: Marcia
- Variazione 3: Romance
- Variazione 4: Aria Italiana
- Variazione 5: Bourrée classique
- Variazione 6: Wiener Waltzer
- Variazione 7: Moto perpetuo
- Variazione 8: Marcia funebre
- Variazione 9: Chant
- Variazione 10: Fuga e Finale

Ogni variazione è un accenno a una qualità specifica della personalità di Bridge, ma riflessa attraverso il prisma della personalità di Britten. L'Adagio rappresentava l'integrità di Bridge; la Marcia era la sua energia; Romance il suo fascino; l'Aria Italiana il suo umorismo; la Bourrée la sua tradizione; il Wiener Walzer il suo entusiasmo; il Moto perpetuo la sua vitalità; la Marcia funebre la sua simpatia; Chant era la venerazione per lui; Fuga era la sua abilità (contiene una serie di riferimenti ad altre opere di Bridge) e il loro reciproco affetto compare nel Finale. Questi collegamenti sono stati esplicitati nella partitura che Britten presentò a Bridge, ma non compaiono nella partitura a stampa.
Britten ha anche imitato gli stili di numerosi compositori come Gioachino Rossini, Maurice Ravel e Igor Stravinsky.

Paul Kildea scrive del pezzo:
 Sebbene il tema sia riprodotto nella sezione di apertura, è fatto in modo piuttosto stravagante, ed è solo alla fine del brano che viene enunciato con peso e chiarezza. Quando arriva, dà un senso a tutto ciò che è accaduto prima, richiedendo che venga ricominciato dall'inizio, ascoltando di nuovo il lavoro, questa volta con le orecchie attente.

## Arrangiamenti per balletto
Nel 1942 Colin McPhee, un caro amico di Britten, arrangiò le Variazioni per due pianoforti, da utilizzare per il balletto Jinx di Lew Christensen.
Nel 1949 Arthur Oldham, l'unico allievo privato che Britten abbia mai avuto, arrangiò il lavoro per orchestra sinfonica completa, per il balletto di Frederick Ashton Le Rêve de Léonor. L'anteprima di questo arrangiamento avvenne il 26 aprile 1949 al Prince's Theatre di Londra, dal Ballet de Paris de Roland Petit.
Twyla Tharp ha anche usato la musica per un balletto, How Near Heaven.